# Ancey
Ancey é uma comuna francesa na região administrativa da Borgonha-Franco-Condado, no departamento de Côte-d'Or. Estende-se por uma área de 8,49 km². Em 2010 a comuna tinha 453 habitantes (densidade: 53,4 hab./km²).